# Olimpiada Internacional de Física
La Olimpiada Internacional de Física (IPhO) es una competencia mundial anual de física para alumnos de preparatoria (high school). Es una de las olimpiadas internacionales de ciencias. La primera IPhO se celebró en Varsovia, Polonia, en 1967.
Cada delegación nacional está constituida por cinco estudiantes y dos líderes, que son seleccionados en otra competencia a nivel nacional (por ejemplo: la Olimpíada Argentina de Física o la Olimpiada Española de Física). También, puede haber observadores que acompañen a un equipo nacional. Los estudiantes compiten en forma individual y deben someterse a intensivos exámenes teóricos y prácticos. Como recompensa, los alumnos pueden obtener una Medalla de Oro, Plata, o Bronce; o bien una Mención de Honor.
El examen teórico dura cinco horas y consiste de tres preguntas. Usualmente estas preguntas involucran más de una parte. La prueba experimental puede consistir en un examen de laboratorio de cinco horas; o dos, que juntas sumen las cinco horas.

## Historia
Muchos antes de la primera Olimpiada, se enviaron invitaciones a todos los países de Europa Central. Estas fueron aceptadas por Bulgaria, Checoslovaquia, Hungría y Rumania (cinco países incluyendo a Polonia, organizadora de la competencia). Cada equipo consistía de tres estudiantes secundarios acompañados por un supervisor. En esa ocasión los alumnos tuvieron que resolver cuatro problemas teóricos y un problema experimental.
La segunda Olimpiada fue organizada por el profesor Rezső Kunfalvi en Budapest, Hungría, en 1968. Ocho países participaron de esa competición. La República Democrática Alemana, la Unión Soviética y Yugoslavia se unieron a los países participantes de la primera edición.
La tercera IPhO fue coordinada por el profesor Rostislav Kostial en Brno, en ese entonces Checoslovaquia, en 1969. En esa oportunidad los equipos consistieron en cinco estudiantes y dos supervisores.
La siguiente Olimpiada fue en Moscú, en la entonces Unión Soviética, en 1970. Cada país estaba representado por seis estudiantes y dos supervisores.
Desde la quinta IPhO, realizada en Sofía, Bulgaria, en 1971, los equipos han consistido de cinco alumnos y dos supervisores.
La Olimpiada no fue realizada en el año 1973, como así tampoco en 1978 y 1980. Esto fue debido al acceso de los países del Oeste.
Para que un país pueda ser sede de esta Olimpiada, debe notificar a los otros de su intención de ser sede durante los tres años anteriores a su realización. Luego, el país queda anotado en una lista de espera. Fracasar en organizar la IPhO lleva al país a una expulsión temporal de ella. Esto le ocurrió, por ejemplo, a Francia en el año 2000.

## Estructura de la competición
Las pruebas se desarrollan en dos días. Un día está dedicado a los problemas teóricos (tres problemas que involucran al menos cuatro áreas de la física enseñadas en las escuelas secundarias). El otro día se destina a los problemas experimentales(uno o dos). Estos dos días de competición están separados por al menos un día más de descanso.
Al menos el 6% mejor de los concursantes reciben medalla de oro. Las medallas de plata son para los siguientes hasta un 12% de medallas de plata. Mientras que las medallas de bronce son para el 18% siguiente. Las menciones de honor son para el 24% restante de manera que hasta el 60% mejor situado tiene algún tipo de premio. Los demás participantes reciben un diploma acreditativo de su participación.
El participante con la mayor puntuación (Ganador Absoluto) recibe un premio adicional.

## Lista de sedes

### Pasadas
- 1967: Varsovia, Polonia.
- 1968: Budapest, Hungría.
- 1969: Brno, Checoslovaquia.
- 1970: Moscú, Unión Soviética.
- 1971: Sofía, Bulgaria.
- 1972: Bucarest, Rumania.
- 1974: Varsovia, Polonia.
- 1975: Güstrow, República Democrática Alemana.
- 1976: Budapest, Hungría.
- 1977: Hradec Králové, Checoslovaquia.
- 1979: Moscú, Unión Soviética.
- 1981: Varna, Bulgaria
- 1982: Malente, República Federal Alemana.
- 1983: Bucarest, Rumania.
- 1984: Sigtuna, Suecia.
- 1985: Portorož, Yugoslavia.
- 1986: Londres, Reino Unido.
- 1987: Jena, República Democrática Alemana.
- 1988: Bad Ischl, Austria.
- 1989: Varsovia, Polonia.
- 1990: Groninga, Países Bajos.
- 1991: La Habana, Cuba.
- 1992: Helsinki, Finlandia.
- 1993: Williamsburg, Estados Unidos.
- 1994: Pekín, China.
- 1995: Canberra, Australia.
- 1996: Oslo, Noruega.
- 1997: Greater Sudbury, Canadá.
- 1998: Reikiavik, Islandia.
- 1999: Padua, Italia.
- 2000: Leicester, Reino Unido.
- 2001: Antalya, Turquía.
- 2002: Bali, Indonesia.
- 2003: Taipéi, Taiwán.
- 2004: Pohang, Corea del Sur.
- 2005: Salamanca, España.
- 2006: Singapur.
- 2007: Isfahán, Irán.
- 2008: Hanói, Vietnam.
- 2009: Mérida, México
- 2010: Zagreb, Croacia
- 2011: Tailandia
- 2012: Estonia
- 2013: Dinamarca
- 2014: Kazajistán
- 2015: India
- 2016: Suiza y Liechtenstein
- 2017: Yogyakarta, Indonesia
- 2018: Lisboa, Portugal
- 2019: Tel Aviv, Israel

### Futuras
- La 51.ª IPhO se llevará a cabo en Lituania en 2020.
- La 52.ª IPhO se llevará a cabo en Indonesia en 2021.

- La 53.ª IPhO se llevará a cabo en Japón en 2022.
- La 54.ª IPhO se llevará a cabo en Irán en 2023.
- La 55.ª IPhO se llevará a cabo en Francia en 2024.
- La 56.ª IPhO se llevará a cabo en Colombia en 2025.
- La 57.ª IPhO se llevará a cabo en Hungría en 2026.
- La 58.ª IPhO se llevará a cabo en Corea del Sur en 2027.
- La 59.ª IPhO se llevará a cabo en Ecuador en 2028.